# Marco Aurélio Moreira
Marco Aurélio Moreira (nacido el 10 de febrero de 1952) es un exfutbolista brasileño y entrenador.
Dirigió en equipos de Brasil como el Ponte Preta, Vitória, Cruzeiro y Palmeiras. En su carrera como entrenador ha conseguido importantes éxitos en los equipos que ha dirigido, donde principalmente sobresale la Copa de Brasil 2000 con Cruzeiro.

## Clubes

### Como futbolista
| Club        | País   | Año         |
| ----------- | ------ | ----------- |
| Fluminense  | Brasil | 1970 - 1972 |
| Vitória     | Brasil | 1972        |
| Fluminense  | Brasil | 1973 - 1975 |
| Noroeste    | Brasil | 1975        |
| Ponte Preta | Brasil | 1976 - 1982 |
| São Bento   | Brasil | 1982        |
| Taubaté     | Brasil | 1983        |
| Coritiba    | Brasil | 1984 - 1987 |

### Como entrenador
| Club             | País   | Año         |
| ---------------- | ------ | ----------- |
| Ponte Preta      | Brasil | 1998 - 1999 |
| Vitória          | Brasil | 2000        |
| Cruzeiro         | Brasil | 2000        |
| Palmeiras        | Brasil | 2000 - 2001 |
| Cruzeiro         | Brasil | 2001 - 2002 |
| Ponte Preta      | Brasil | 2002        |
| Kashiwa Reysol   | Japón  | 2002 - 2003 |
| Ponte Preta      | Brasil | 2004        |
| Cruzeiro         | Brasil | 2004        |
| Figueirense      | Brasil | 2005        |
| Atlético Mineiro | Brasil | 2005        |
| Ponte Preta      | Brasil | 2006        |
| Fortaleza        | Brasil | 2007        |
| Vitória          | Brasil | 2007        |
| Ponte Preta      | Brasil | 2007 - 2009 |
| América Mineiro  | Brasil | 2010        |
| Bragantino       | Brasil | 2015        |